# Коли тигр зійшов з гори
«Коли тигр зійшов з гори» (англ. When the Tiger Came Down the Mountain) — фентезійна повість Нґі Во 2020 року. Це друга повість у циклі «Співучі пагорби», що є самостійним продовженням «Імператриці солі та удачі» (2020).

## Сюжет
Клірик Чих та його провідник Сі-Ю їдуть на мамонті до залізничної станції. Дорогою на них нападають три дикі тигри. Чих і Сі-Ю ховаються в сараї. Ватажок тигрів, Хо Сін Лоан, перетворюється на людську жінку. Щоб тигри їх не з'їли, Чих розповідає їм історію.
Чих розповідає історію про Дьє, молодого вченого, та її дружину Хо Тхі Тхао, тигрицю-перевертня. Тигри часто втручаються з власною версією, яка іноді не збігається з людською версією історії. Вони погоджуються з основною формою історії. Дьє їде до міста Анфі, щоб скласти імператорський іспит. По дорозі вона зустрічає тигра Хо Тхі Тхао. Вони беруть шлюб за тигровими законами. Коли вони прибувають до міста, Дьє зраджує Тао, але шкодує про свій вибір. Вони возз'єднуються і разом залишають місто.
Коли історія Чиха закінчується, тигри нападають, але Чиха й Сі Ю рятує група пастухів мамонтів.

## Основні теми
Chicago Review of Books зазначає, що роман «особливо багатий на полісемію годування: як чітку метафору сексу, як просте задоволення потреби і як насильство». У тій же рецензії зазначається, що він схожий на історії про вампірів і перевертнів тим, що викликає «перетин насильства і квір-бажання». Незважаючи на це, тут є «місце і для солодкого, і для складного».
За словами Алекса Брауна, повість досліджує природу правди та оповіді. Людська версія казки зосереджується на Дьє і виставляє Хо Тхі Тхао лиходієм; версія тигриць зосереджується на версії Хо Тхі Тхао. Навіть серед сестер-тигриць існують розбіжності щодо правильного викладу історії.
Браун пише, що «зрештою, немає „правди“ і немає „вигадки“; існує тільки правда як вигадка і вигадка як правда». Браун також пише, що повість активно протистоїть європоцентричним обмеженням у своєму зображенні дивацтва.

## Стиль
Розповідь Чиха служить основою для розповіді про Дьє і Хо Тхі Тхао. Відповідно до рецензії для Chicago Review of Books, структура повісті повторює «Тисячу й одна ніч». Чи бере на себе роль оповідача, щоб відвернути смерть. Рецензент зазначає, що оповідання Чиха та «Шлюб тигра й ученого» в тексті змальовані по-різному. Розповідь Дьє «розглядається дещо як народна казка… повість ніколи не заходить „до кінця“, щоб розповісти нам про те, що Хо Тхі Тао чи Дьє „справді“ пережили».

## Відгуки
Chicago Review of Books назвав повість «неймовірно, тихо майстерним і цікавим досягненням», вихваляючи її світобудову, характеристику та підрив гендерних норм. Publishers Weekly відзначив нову рецензію, високо оцінивши використання Во в рамках історії та назвавши її «пишною, витонченою історією дивного кохання та виживання». Алекс Браун з Tor.com назвав твір «майже ідеальним прикладом добре виконаної повісті».
Анушка Ґ з The Nerd Daily високо оцінила «болісне красиве» дослідження дивного кохання в романі та «розкішну та детальну світобудову». Той самий рецензент зазначив, що роман «не викликав у мене такого резонансу», як приквел.